# Torre degli Asinelli

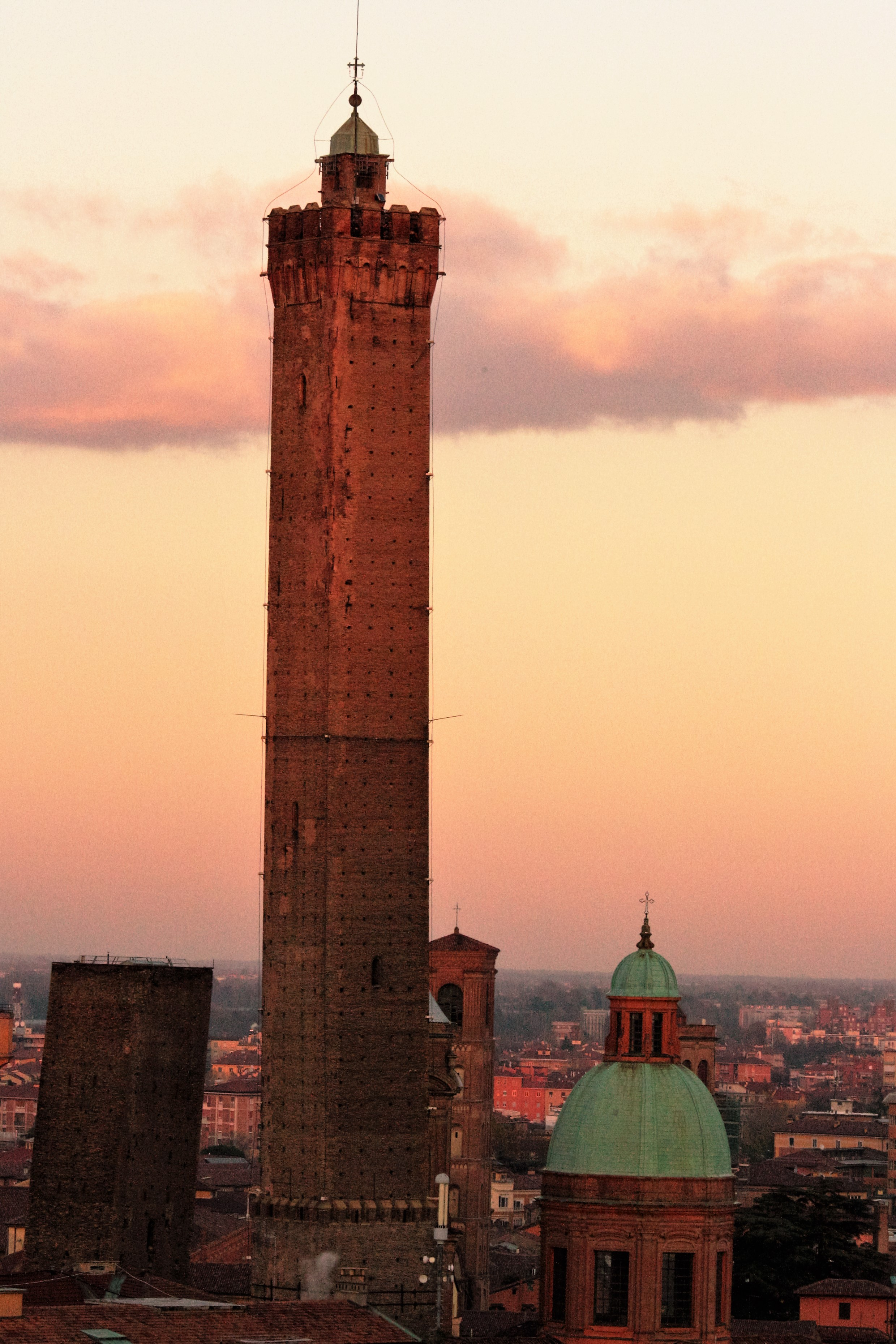
Torre della Grisenda und Torre degli Asinelli

Die Torre degli Asinelli (Tårr di Aṡnîla, Tårr Lónga oder l’Aṡnèla im Bologneser Dialekt) ist einer der sogenannten due torri (dt.: zwei Türme) von Bologna in der italienischen Region Emilia-Romagna, ein Symbol der Stadt. Er steht an der Piazza di Porta Ravegnana, an der Kreuzung der alten Straßen San Donato (heute Via Zamboni), Via San Vitale, Strada Maggiore und Via Castiglione. Der der Sage nach zwischen 1109 und 1119 für den Adligen Gherardo Asinelli errichtete Geschlechterturm ist 97,2 Meter hoch und um 2,23 Meter nach Westen geneigt. Die Treppe in seinem Inneren hat 498 Stufen.

## Geschichte
Man kann heute nicht mehr mit Sicherheit sagen, wer wann den Turm für die Asinellis gebaut hat. Man nimmt an, dass er seinen Namen Gherardo Asinelli verdankt, dem edlen Ritter der ghibellinischen Fraktion, dem der Bau zugeschrieben wird, der der Sage nach am 11. Oktober 1109 begann und 10 Jahre später, 1119, endete. Eine Möglichkeit der Datierung auf die zweite Hälfte des 11. Jahrhunderts bot dagegen eine Thermoluminiszenzkampagne, die an den Ziegeln am Fuß des Gebäudes durchgeführt wurde: So wäre der Turm in einer Zeit des Streites zwischen dem Papsttum und dem Kaisertum entstanden, mit Vertretern beider Fraktionen, die in den Türmen saßen. So scheint darüber hinaus die These plausibel, dass die Familie Asinelli den Turm einfach nach dem Nachlassen der Feindseligkeiten zwischen Welfen und Ghibellinen legal in Besitz genommen hat.

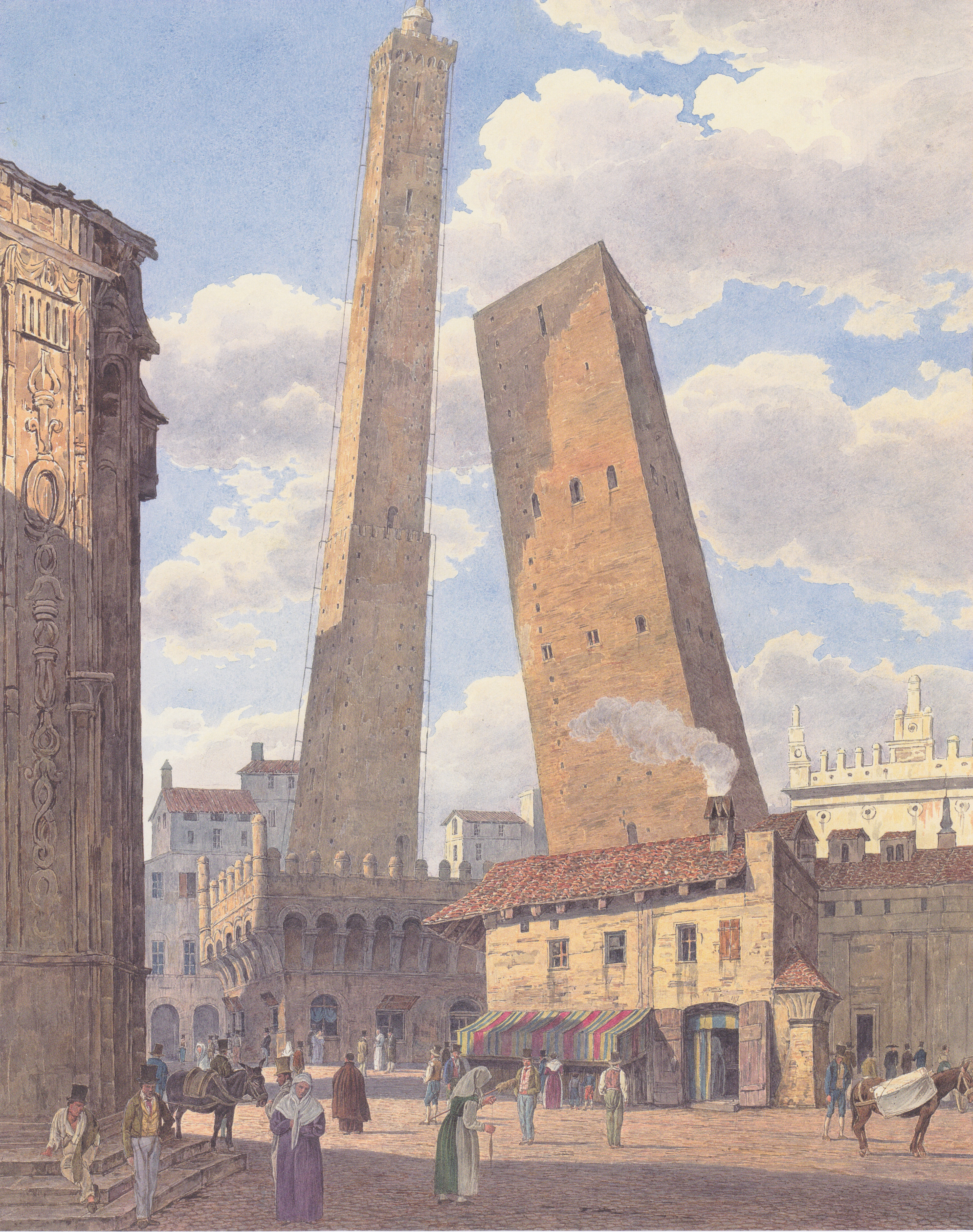
Jakob Alt: Die Türme Asinelli und Garisenda in Bologna (um 1836); Aquarell, 51,6 cm × 41,1 cm, in der Albertina, Wien. Die Torre degli Asinelli ist links; rechts sieht man die Torre della Garisenda.

Wenn man sich dieser Hypothese anschließt, hätte die Familie Asinelli – die Teil des Adels war, der zwischen dem Untergang der feudalen Weltordnung und der Bestätigung durch die Stadt stand – den Turm um etwa 30 Meter aufstocken lassen, um so Bologna und das umliegende Land aus der Ferne beobachten zu können. Mit dem Niedergang der Asinellis und dem schrittweisen Verkauf von Teilen des Turms wurde Ende des 16. Jahrhunderts das gesamte Gebäude von der Stadt Bologna erworben, um es als Gefängnis und Festung zu nutzen. In diesen Jahren wurde auch ein Holzrahmen um den Turm gebaut, der auf etwa 30 Meter Höhe lag und mit einem Laufsteg an der Torre della Garisenda verbunden war; im Jahre 1398 wurde er durch einen Brand zerstört. Man sagt, dass Giovanni Visconti, der Fürst von Mailand, diese Konstruktion bauen ließ, um den turbulenten Mercato di Mezzo (heute Via Rizzoli und angrenzende Straßen) besser im Auge zu behalten und rechtzeitig eventuelle Revolten unterdrücken zu können.
Die Geschichte der Torre degli Asinelli ist reich an kuriosen Ereignissen, die minuziös von den zeitgenössischen Chronisten Bolognas berichtet wurden. 1513 wurde der Turm von einer acht Pfund schweren Kanonenkugel getroffen, die von der Porta Maggiore aus anlässlich einiger Festivitäten verschossen wurde, aber die Stabilität des Turms nicht beeinträchtigen konnte; der Turm war auch zahlreichen Bränden ausgesetzt, die aber größtenteils harmlos waren und nur die Zerstörung der hölzernen Treppen zur Folge hatten. Entgegen üblicher Annahmen wurden die größten Schäden an dem Turm durch Blitze verursacht, die sich sieben Jahrhunderte lang an dem Bauwerk austoben konnten, bis 1824 ein Blitzableiter installiert wurde: Vorher hatte man versucht, den Blitzschutz durch einen nicht effektiven Holzkäfig zu erreichen, den Gianandrea Taruffi im September 1706 konzipierte, und durch ein Halbrelief des Erzengels Michael, das Giovan Battista Gnudi schuf.
Die Torre degli Asinelli war auch der Ort, an dem man einen Eisenkäfig platzierte, eine besondere Hinrichtungseinrichtung namens Gibbet, die für Ordensleute reserviert war, die Verbrechen begangen hatten. Ab dem 13. bis zum 16. Jahrhundert wurden Angehörige des Klerus, die wegen schwerer Verbrechen verurteilt worden waren, in diese Käfige eingesperrt, bis sie verdursteten oder verhungerten. Anfänglich wurde diese Hinrichtungsart am Rathaus durchgeführt, dann wurden die Käfige in 20 Metern Höhe an die Seite des Torre degli Asinelli angehängt, der auf die Strada Maggiore hinaus zeigt.

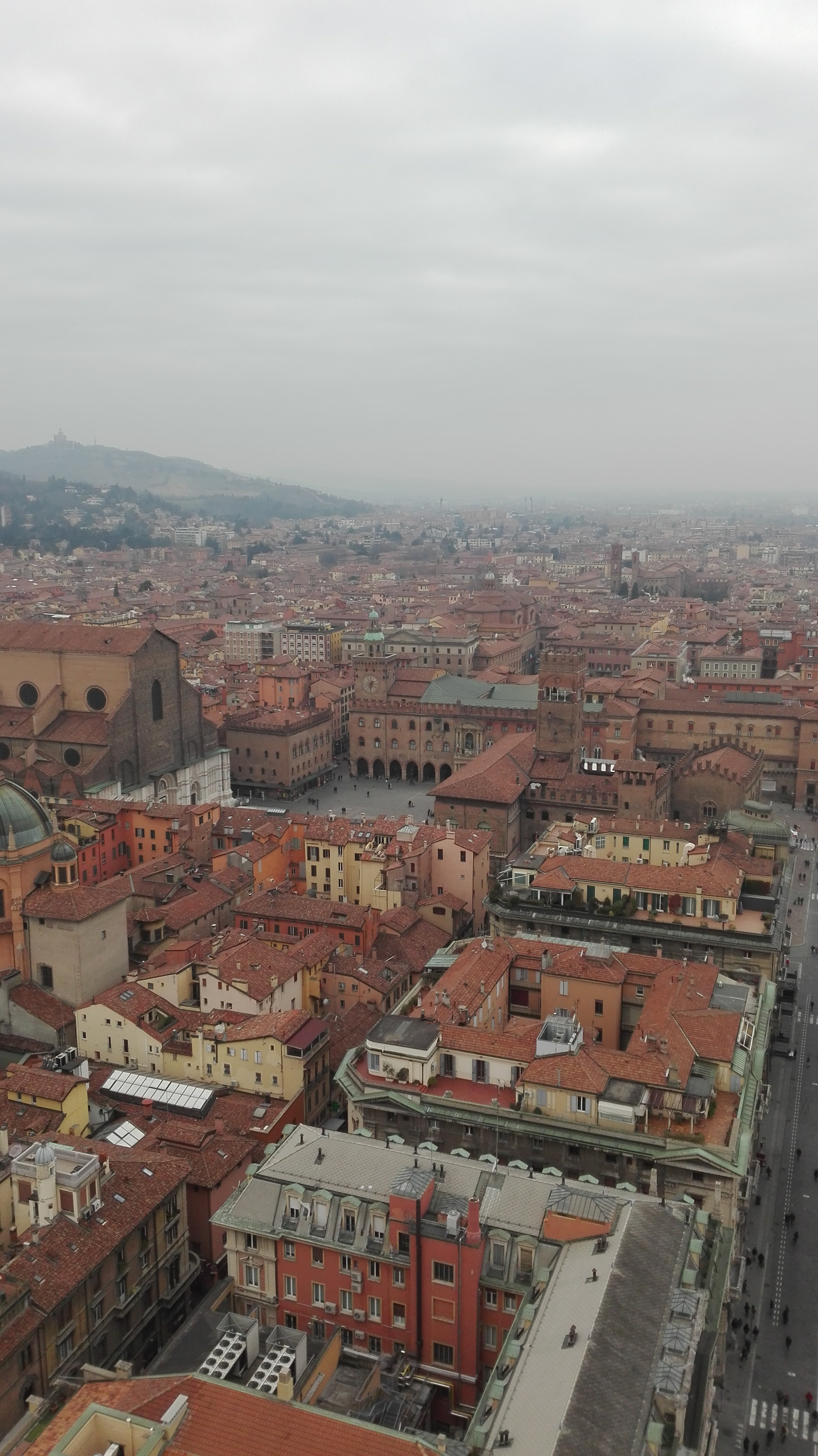
Blick auf die Piazza Maggiore von der Spitze des Turms aus

Bemerkenswert ist schließlich auch die wissenschaftliche Rolle der Torre degli Asinelli. Zur Erkennung der durch die Erdrotation verursachten Effekte führte der Wissenschaftler Giovanni Battista Guglielmini Anfang Juli 1790 ein Experiment durch, das darin bestand, von der Spitze des Turms Bleikugeln fallen zu lassen und ihre Abweichung von der Falllinie zu messen: Trotz der Schwierigkeiten (Der Wind, der durch die Öffnungen des Turms kam, ließ etliche Versuche scheitern.) gelang es Guglielmini, die Resultate des Experiments in einem Werk zusammenzufassen, das er De diurno Terrae motu (dt.: Über die tägliche Erdbewegung) nannte und das viel Zustimmung in der wissenschaftlichen Welt Italiens erfuhr.
1888 schlug der Ingenieur Alessandro Ferretti vor, im Inneren des Turms einen Aufzug zu montieren, damit der Aufstieg erleichtert würde. Die Stadt prüfte das Projekt und lehnte es dann aus Angst, das Gebäude strukturell zu beschädigen, ab. Im Februar 1902 wurde nochmals ein Projekt vorgestellt, die ermüdenden Treppen durch einen Aufzug zu ersetzen, aber erneut erteilte die Stadt diesem eine Absage. Ein dritter Vorschlag zur Installation eines Aufzuges kam 1932, aber der Bürgermeister lehnte ab, da die Treppen einige Jahre vorher restauriert worden waren. Der letzte derartige Vorstoß erfolgte 1991, aber auch dieser wurde zurückgewiesen.

## Beschreibung

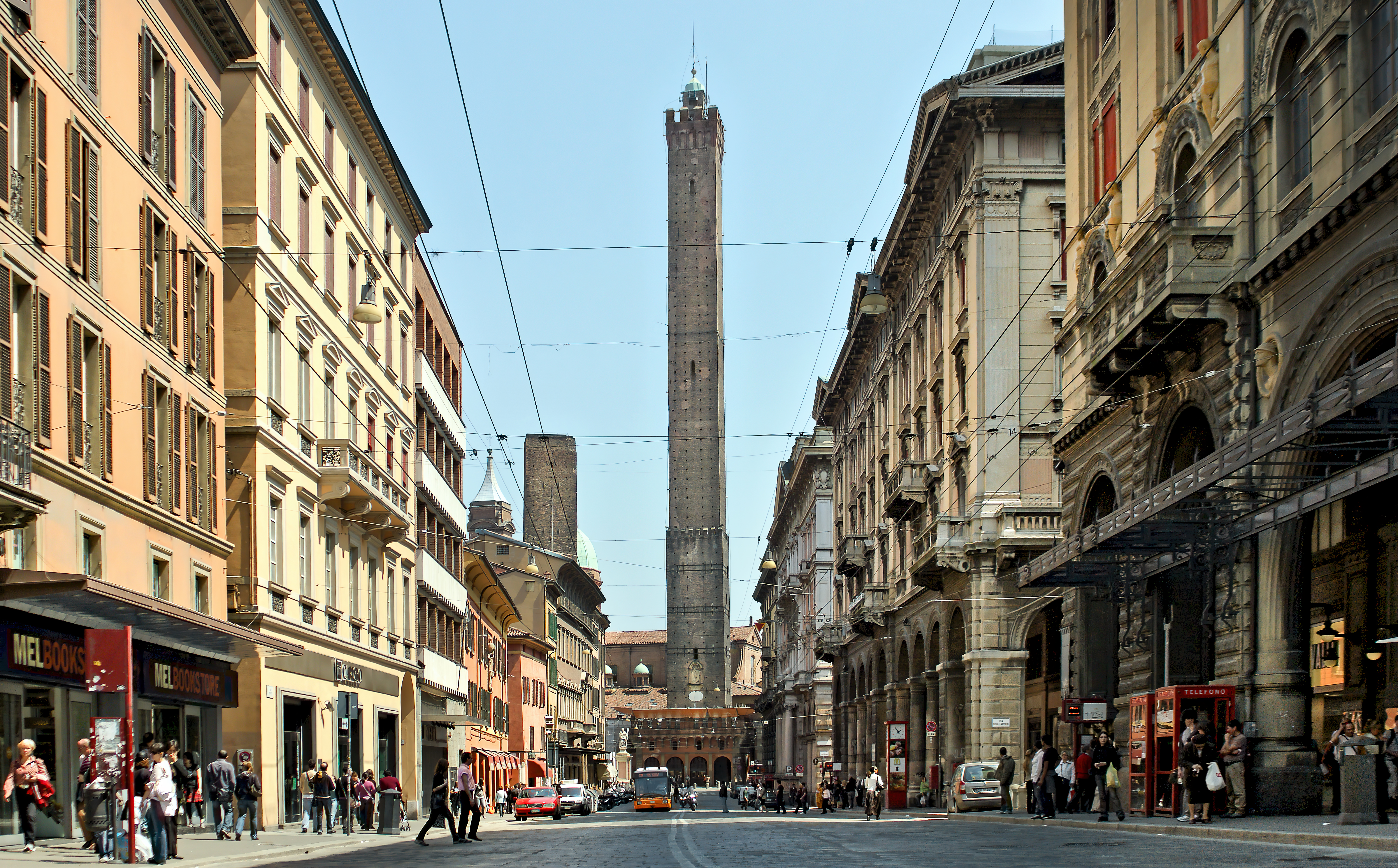
Der Torre degli Asinelli von der Via Rizzoli aus

Heutzutage kann die Torre degli Asinelli nach Kauf einer Eintrittskarte besichtigt werden. Die Leute erzählen jedoch warnend, dass der Aufstieg eines Studenten vor Studienabschluss seine Zeit bis zum Abschluss drastisch verlängern würde. Im Inneren kann man eine Holztreppe bis zur Spitze hinaufsteigen, die 498 Stufen hat und auf eine Höhe von 97,2 Metern führt. Von der Außenterrasse auf dem Dach kann man ein 360°-Panorama der gesamten Stadt bewundern: Man erinnere sich, dass das Gebäude um 2,32 Meter nach Westen geneigt ist, was einer Neigung von 1,3° gegenüber der Vertikalen entspricht und es zum höchsten schiefen Turm in Italien macht. Der deutsche Dichter Johann Wolfgang von Goethe beschrieb lebhaft die Aussicht von der Terrasse an der Spitze des Turms:

„Gegen Abend rettete ich mich endlich aus dieser alten, ehrwürdigen, gelehrten Stadt, aus der Volksmenge, die in den gewölbten Lauben, welche man fast durch alle Straßen verbreitet sieht, geschützt vor Sonne und Witterung, hin und her wandeln, gaffen, kaufen und ihre Geschäfte treiben kann. Ich bestieg den Turm und ergötzte mich an der freien Luft. Die Aussicht ist herrlich! Im Norden sieht man die paduanischen Berge, sodann die Schweizer, Tiroler, Friauler Alpen, genug, die ganze nördliche Kette, diesmal im Nebel. Gegen Westen ein unbegrenzter Horizont, aus dem nur die Türme von Modena herausragen. Gegen Osten eine gleiche Ebene, bis ans adriatische Meer, welches man bei Sonnenaufgang gewahr wird. Gegen Süden die Vorhügel der Apenninen, bis an ihre Gipfel bepflanzt, bewachsen, mit Kirchen, Palästen, Gartenhäusern besetzt, wie die vicentinischen Hügel. Es war ein ganz reiner Himmel, kein Wölkchen, nur am Horizont eine Art Höherauch.“

Im Erdgeschoss sind einige Künstlerwerkstätten untergebracht, um an die alte Handelsfunktion dieses Gebietes zu erinnern. Seit dem 28. November 2015 sind die Torre degli Asinelli und die benachbarte Torre della Garisenda mit einem speziellen Lichtsystem beleuchtet, wodurch man sie auch bei Dunkelheit von jeder Ecke Bolognas aus betrachten kann.